# چکچک هوگلین
چکچک هوگلین (نام علمی: Oenanthe heuglini) نام یک گونه از سرده چکچک است.